# Brit Milà
El Brit Milà (en hebreu: ברית מילה) (en les comunitats asquenazites s'anomena Bris) és la circumcisió ritual que és realitzada per un mohel, al voltant del penis d'un nen jueu, en el vuitè dia de vida del nadó, com a símbol del pacte, entre Elohim i el patriarca Abraham.

## Història
La circumcisió apareix a la Torà, com a senyal del pacte amb Adonai, Abraham va circumcidar als seus fills, a Ismael, a l'edat de 13 anys, i a Isaac quan el nen tenia vuit dies de vida.

## La Cerimònia
Avui en dia, el Brit Milà és realitzat per un mohel, un circuncidador ritual especialitzat, la cerimònia del Brit Milà es duu a terme al matí del vuitè dia de vida del nadó, excepte en càs de perill per al nadó, no es posterga ni quan es Sàbat o Yom Kippur, és un dels preceptes de l'halacà més arrelats entre els jueus.
El Brit és un esdeveniment festiu. S'acostuma a convidar a la gent, a informar-los del lloc i l'hora en què es realitzarà la cerimònia, es duu el nadó i el fàn seure a la cadira del profeta Elies (en hebreu: אליהו הנביא). el mohel recita la benedicció i practica la circumcisió al nadó, que està a sobre dels genolls del Sandak, la persona a qui es concedeix l'honor a la cerimònia del Brit Milà, perquè aguanti l'infant al damunt de les seves cames o genolls, o bé amb les mans davant del mohel, quan aquest duu a terme el Brit, tot seguit, és llegida una pregària en la qual és anunciat el nom jueu del nen, finalment tots els allà presents fan un àpat plegats.

## Hatafat-dam brit
El hatafat-dam brit (en hebreu: הטפת דם ברית) es fa en aquells casos en què el nen hagi nascut sense prepuci, o es converteixi al judaisme una persona ja circumcidada. Es fa un petit tall, perquè flueixi una gota de sang, amb això es considera complerta la mitsvà.

## La Circumcisió de Jesús
Entre els cristians l'Any Nou és la celebració de la Circumcisió de Jesús, això vol dir que tots els 1 de gener són la celebració d'aquest esdeveniment, a l'haver passat vuit dies des del naixement de Jesús.